# Albrecht II. von Löwenstein
Albrecht II. von Löwenstein (* um 1324; † um 1382) war ab 1339 Graf von Löwenstein.

## Herkunft
Albrecht II. war der älteste Sohn von Graf Nikolaus von Löwenstein und seiner Gemahlin Willebirg, Gräfin von Wertheim sowie ein Urenkel von Rudolf I., dem ersten römisch-deutsche König aus dem Geschlecht der Habsburger.

## Leben
Albrecht II. trat  unmittelbar nach dem Ableben seines Vaters dessen Nachfolge in der Grafschaft Löwenstein an. Er unterstützte Kaiser Ludwig den Bayern in den Thronwirren nach dessen Exkommunikation und Kirchenbann wider den Gegenkönig Karl IV. Erst nach dem Tod des Wittelsbachers im Oktober 1347 zog er an den Hof des neuen Königs in Speyer, um sich auch von diesem die Belehnung mit der Grafschaft Löwenstein sowie die Vogtei über die dort lebenden Eigenleute des Reiches bestätigen zu lassen. Die von den Wittelsbachern veranlasste Erhebung Günters von Schwarzburg zum Gegenkönig wurde von Albrecht II. wohl nicht unterstützt – sein Name wird jedenfalls im Umfeld der Wahl vom 30. Januar 1349 im Dominikanerkloster Frankfurt am Main urkundlich nicht erwähnt. Der Grund für seine Zurückhaltung in der Auseinandersetzung zwischen Karl IV. und Günter von Schwarzburg dürfte in einer Fehde mit seinem direkten Nachbarn Kraft III. von Hohenlohe zu suchen sein, die sich über längere Zeit hinzog. Schwerwiegender jedoch scheint der Umstand, dass die Burg Löwenstein im Januar 1348 durch ein Erdbeben stark beschädigt wurde und die Grafschaft unter der verheerenden Pestepidemie ab dem Jahr 1348, dem Schwarzen Tod, sowie dem damit einhergehenden Zusammenbruch des mittelalterlichen Wirtschaftssystems in eine wirtschaftlich existenzielle Notlage geriet. Die finanzielle Situation entwickelte sich derart prekär, dass sich Albrecht II. mehrfach gezwungen sah, Teile seiner Besitzungen und sogar seine wichtigste Einnahmequelle, den Frucht- und Weinzehnten der Stadt Heilbronn zu verpfänden.
Im Jahr 1365 verpfändete Albrecht seine Grafschaft vollständig an seine Schwäger, die Schenken von Limpurg Albrecht und Konrad II. und brach zu einer Reise, wohl in das Ausland, auf.
Nach einiger Zeit verbreitete sich in Löwenstein und dem Umland fälschlicherweise die Nachricht, dass der Graf unterwegs verstorben sei. Da Albrecht II. zu dieser Zeit keine Kinder hatte, zog Kaiser Karl IV. die Grafschaft wieder ein und belehnte Markgraf Rudolf VI. von Baden am 9. August 1365 mit der Besitzung. Auch Graf Eberhard II. von Württemberg gelang es, sich einen Teil des Löwensteiner Territoriums samt zugehöriger Rechte zu sichern – infolgedessen übertrug der Kaiser die Vogtei über das nahe Kloster Murrhardt mit Zustimmung des Abtes an Eberhard und seinen Sohn Ulrich. Bereits im Jahr 1366 kehrte der Totgeglaubte jedoch wieder auf seine Burg Löwenstein zurück, die sich formell aber im Besitz der Markgrafen von Baden befand. Die rechtlich verworrene Situation verhinderte wohl eine gütliche Einigung der Adelsparteien über die Besitzverhältnisse der Grafschaft Löwenstein. Am  31. August 1366 weilten Albrecht II. und Rudolf VI. von Baden im Gefolge Karls IV., um den Schiedsspruch des Kaisers zu empfangen – dieser hob das Lehen an Rudolf VI. auf und setzte Albrecht wieder als Vasallen auf dem Löwensteiner Lehen ein. Kloster und Stadt Murrhardt verblieben zwar nominell unter württembergischer Herrschaft, doch nötigte Graf Albrecht nach heftigen Konflikten den Klosterkonvent unter Abt Konrad IV. von Maienfels, ihn und seine Nachkommen vorbehaltlos als Vögte anzuerkennen.
Ab 1372 verschlechterten sich die bereits sehr angespannten wirtschaftlichen Verhältnisse Albrechts II. so bedrohlich, dass er sich gezwungen sah, den Großteil der Dörfer im Umkreis von Murrhardt zu verpfänden, um seine Außenstände zu begleichen. Der territoriale Ausverkauf erreichte schließlich am 18. Mai 1377 seinen Höhepunkt, als Albrecht sich in Heidelberg verpflichten musste, mit seinen Burgen und Ländereien in die Dienste des Pfalzgrafen Ruprecht I. zu treten und die pfälzische Oberhoheit über die Grafschaft Löwenstein anzuerkennen.
Nach dem Eintritt in die Dienste Ruprechts I. trat Albrecht II. nur noch zweimal 1379 und 1380 urkundlich in Erscheinung und verstarb schließlich um das Jahr 1382.

## Familie
Albrecht II. war in erster Ehe mit Mechtild, Schenkin von Limpurg verheiratet; diese Ehe blieb kinderlos.
In zweiter Ehe war er von 1369 bis zu seinem Tod mit Udelhild von Werdenberg, einer Tochter des Grafen Heinrich IV. von Werdenberg-Alpeck und seiner Frau Bertha von Kirchberg verheiratet. Aus dieser Ehe entstammten 4 Kinder:
- Albrecht III. (* um 1370; † 23. August 1388 in Döffingen). Graf von Löwenstein.
- Georg (* um 1375; † 10. August 1464 – begraben im Bamberger Dom). Domherr im Bamberger Dom.
- Heinrich (* um 1378; † 1443 in Heilbronn). Graf von Löwenstein.
- Johann-Rudolf (* um 1380; † um 1406).